# Slater (Wyoming)
Slater és una concentració de població designada pel cens dels Estats Units a l'estat de Wyoming. Segons el cens del 2000 tenia 82 habitants.

## Demografia
Segons el cens del 2000, Slater tenia 82 habitants, 31 habitatges, i 23 famílies. La densitat de població era de 0,4 habitants/km².
Dels 31 habitatges en un 35,5% hi vivien nens de menys de 18 anys, en un 74,2% hi vivien parelles casades, en un 0% dones solteres, i en un 22,6% no eren unitats familiars. En el 22,6% dels habitatges hi vivien persones soles el 12,9% de les quals corresponia a persones de 65 anys o més que vivien soles. El nombre mitjà de persones vivint en cada habitatge era de 2,65 i el nombre mitjà de persones que vivien en cada família era de 3,08.
Per edats la població es repartia de la següent manera: un 30,5% tenia menys de 18 anys, un 1,2% entre 18 i 24, un 22% entre 25 i 44, un 36,6% de 45 a 60 i un 9,8% 65 anys o més.
L'edat mediana era de 40 anys. Per cada 100 dones de 18 o més anys hi havia 111,1 homes.
La renda mediana per habitatge era de 97.593 $ i la renda mediana per família de 97.593 $. Els homes tenien una renda mediana de 73.542 $ mentre que les dones 21.607 $. La renda per capita de la població era de 44.985 $. Cap de les famílies estaven per davall del llindar de pobresa.

## Poblacions més properes
El següent diagrama mostra les poblacions més properes.